# 井上正
井上 正（いのうえ ただし、1929年（昭和4年）1月12日－2014年（平成26年）6月14日）は、日本の美術史家。佛教大学教授、京都造形芸術大学教授を歴任。専門は日本彫刻史。

## 人物
長野県飯田市出身。奈良時代の僧行基の巡錫伝承を持つ寺院の仏像を丹念に調査し、上代日本の彫刻史に根本的な見直しを迫る「霊木化現仏」の概念を提唱。それまで9世紀作とみなされてきた木彫仏の制作年代を、50 - 100年引き上げる学説を提示した。

## 経歴
- 1953年（昭和28年）東京大学文学部美学美術史学科卒業[2]
- 1956年（昭和31年）同大学院特別研究生を経て同大学助手
- 1963年（昭和38年）文化財保護委員会事務局美術工芸課文部技官
- 1967年（昭和42年）京都国立博物館研究員
- 1979年（昭和54年）同学芸課長
- 1987年（昭和62年）奈良大学教授
- 1988年（昭和63年）飯田市美術博物館館長を兼任（ - 2006年（平成18年））
- 1995年（平成7年）佛教大学文学部教授
- 2000年（平成12年）京都造形芸術大学教授

## 主な著書・編著
- 『古佛 彫像のイコノロジー』（法藏館、1986年、新装版2013年）
- 『岩波日本の美術の流れ(2) 7－9世紀の美術 伝来と開花』（岩波書店、1991年）
- 『続 古佛 古密教彫像巡歴』（法藏館、2012年）
- 『奈良の寺12 興福寺東金堂の諸像』（岩波書店、1975年）。辻本米三郎と共著
- 『日本の美術6 檀像』（至文堂「日本の美術シリーズ 253号」、1987年）。図版解説の編著
- 『図説日本の仏教(6) 神仏習合と修験』（新潮社、1989年）。論考「神仏習合の精神と造形」
- 『人間の美術4 平城の爛熟 奈良時代』（学習研究社、1990年、新装版2003年）。梅原猛と共著
- 『民衆生活の日本史 「木」』 （思文閣出版、1994年）。論考「霊木に出現する仏～列島に根付いた神仏習合」